# 德林达依省
德林达依省，旧稱“丹那沙林”（တနင်္သာရီတိုင်း），是缅甸的一个省，位于克拉地峡以北的狭长地带。德林达依西临安达曼海，东邻泰国，北接孟邦。
德林达依省的首府為土瓦。丹老（旧称墨吉）則為德林达依省的第二大城市。德林达依省面积43,344平方公里，人口约140万。

## 行政區劃
德林达依省下辖4縣：
- 丹老县（မြိတ်ခရိုင်）
- 土瓦县（ထားဝယ်ခရိုင်）
- 高当县（ကော့သောင်းခရိုင်）
- 博宾县（ဘုတ်ပြင်းခရိုင်）

## 历史
丹那沙林在中國古代史料中以頓遜之名出現。最初是吉打蘇丹國的一部份，後來此地被素可泰王国吞併，及後被其原藩屬國阿瑜陀耶王国奪取。阿瑜陀耶王國滅亡後由贡榜王朝接管。1826年第一次英缅战争后，丹那沙林被割讓予英国，被併入新成立的英屬緬甸，成為殖民地。
1948年缅甸独立，克伦族於丹那沙林山脉以北的平原成立克伦邦。1974年丹那沙林西北部划为孟邦，其首府亦由毛淡棉遷至土瓦。1989年丹那沙林改称德林达依。